# ZIL-2906

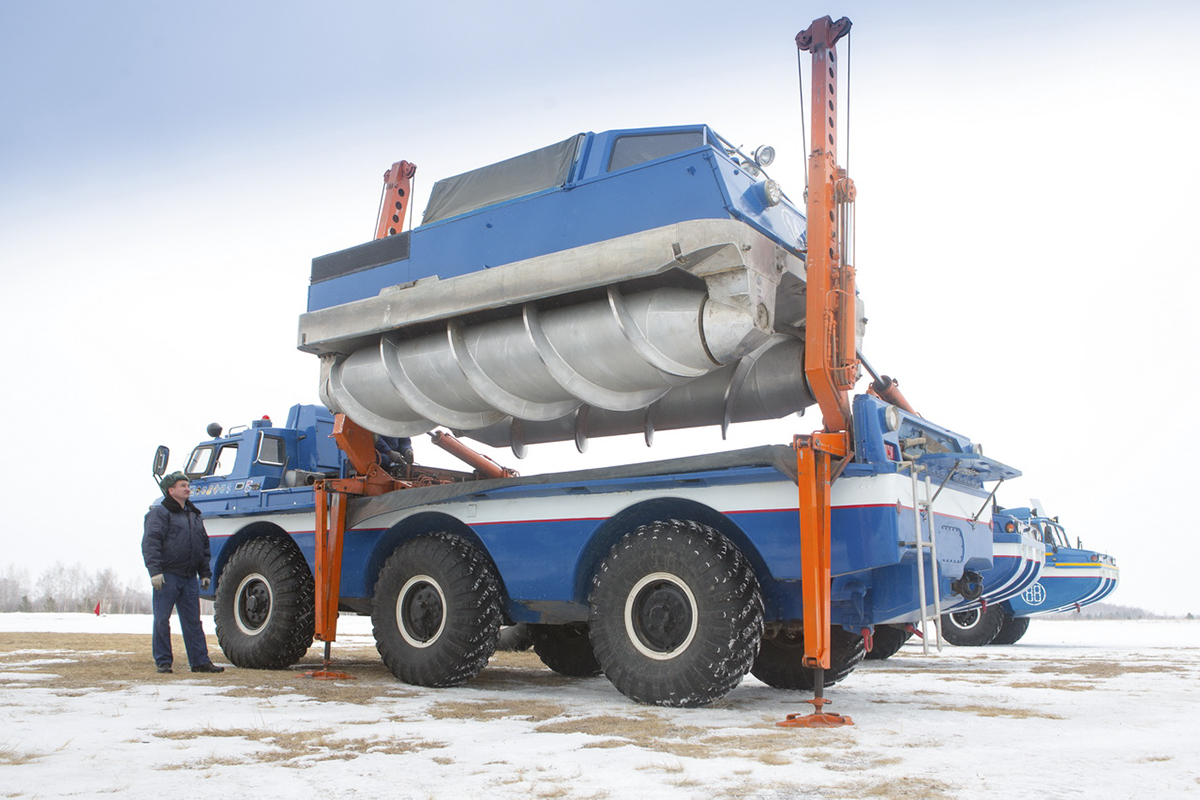
ZIL-29061 wird verladen

Das ЗИЛ-2906 (deutsche Transkription SIL-2906, üblicher, insbesondere auch international jedoch ZIL-2906) ist ein auch Шнекоход (Schneckochod, in etwa Schneckenfortbewegung) genanntes Amphibienfahrzeug des Lichatschowwerks. Es wurde ab Juli 1975 gebaut, 1979 wurde der Nachfolger ЗИЛ-29061 eingeführt, der von 1980 bis 1991 in Serie gebaut wurde. Für den Transport des ЗИЛ-2906 gab es das Trägerfahrzeug ЗИЛ-4906.

Antriebsanimation der Schrauben

## Technik
Das Chassis des ЗИЛ-2906 besteht aus einer rund 3,8 m langen und 2,3 m breiten bootsähnlichen, wasserdichten Metallwanne, an die ein Fahrwerk aus zwei horizontalen, in Längsrichtung verlaufenden, ca. 2,9 m langen Hohlschrauben mit jeweils 860 mm Durchmesser angebracht ist. Die aus Aluminium hergestellten Schrauben sind an der Vorderseite des Schneckochods eingehängt, und an der Rückseite über ein Planetengetriebe und ein Dreiganggetriebe mit zuschaltbarer Untersetzung mit den Motoren verbunden. Jede Schraube wird von einem eigenen Motor mit eigenem Getriebe angetrieben. Zur Kraftunterbrechung dient eine Einscheibentrockenkupplung. Die im Heck des Fahrzeuges angebrachten Motoren sind Vierzylinder-V-Ottomotoren des Typs МеМЗ-967А, die je rund 1,2 l Hubraum haben und jeweils 27 kW leisten. Zwei Treibstofftanks mit jeweils 67,5 l Fassungsvermögen sorgen für eine Reichweite von knapp 100 km. Das ЗИЛ-2906 ist für Fahrten auf Schnee, sumpfigen Gebieten und anderem unwegsamen Gelände geeignet, es kann Zuladung mit einer Masse von bis zu 420 kg transportieren.
Das Nachfolgemodell ЗИЛ-29061 entspricht technisch größtenteils dem ЗИЛ-2906, hat jedoch andere Abmessungen, ein Vierganggetriebe und zwei stärkere 1,5-Liter-Motoren aus dem Lada 2103, die bis −40 °C kaltstartfähig sind. Es wurde 20-mal gebaut. Einsatzzweck war vor allem die Bergung gelandeter Sojus-Kapseln.

### Technische Daten
|                                | ЗИЛ-2906                                               | ЗИЛ-29061                                                     |
| ------------------------------ | ------------------------------------------------------ | ------------------------------------------------------------- |
| Bauzeit                        | 1975–1979                                              | 1980–1991                                                     |
| Motor                          | 2 × Ottomotor Typ МеМЗ-967А                            | 2 × Ottomotor Typ ВАЗ-2103                                    |
| Motorbauart                    | Vierzylinder-V-Motor, luftgekühlt                      | Reihenvierzylinderzweiventiler, obengesteuert, wassergekühlt  |
| Gemischaufbereitung            | Vergaser                                               | Vergaser                                                      |
| Bohrung × Hub, Hubraum         | 76 × 66, 1198 cm³                                      | 76 × 80, 1452 cm³                                             |
| Verdichtungsverhältnis         | 7,2:1                                                  | 8,5:1                                                         |
| Leistung bei min−1             | 27 kW 4100–4300                                        | 57 kW 5600                                                    |
| max. Drehmoment bei min−1      | 70,6 Nm 2700–3000                                      | 104 Nm 3400                                                   |
| Getriebe                       | Dreiganggetriebe mit Untersetzung und Planetengetriebe | Vierganggetriebe mit Untersetzung und Planetengetriebe        |
| Antrieb                        | Schneckenantrieb                                       | Schneckenantrieb                                              |
| Höchstgeschwindigkeit, km/h    | 15 (auf Schnee) 12,2 (in Wasser) 7,1 (im Sumpf)        | 65 (auf Straßen) 45 (auf Schnee) 20 (in Wasser) 16 (im Sumpf) |
| Kraftstoffverbrauch l/100 km   | 140                                                    | ?                                                             |
| Kraftstoffvorrat, l            | 2 × 67,5                                               | ?                                                             |
| Schmierstoffvorrat, l          | 2 × 3,75                                               | ?                                                             |
| Spurweite, mm                  | 1450                                                   | ?                                                             |
| Bodenfreiheit, mm              | 590 (auf festem Untergrund)                            | ?                                                             |
| Leermasse, kg                  | 1280                                                   | ?                                                             |
| Spezifischer Bodendruck, g/cm² | 25                                                     | ?                                                             |
| Antriebsschraubenlänge, mm     | 2888                                                   | ?                                                             |
| Steigfähigkeit                 | 24° (auf Schnee) 14° (auf Sand)                        | ?                                                             |